# Cystangium lymanensis
Cystangium lymanensis är en svampart som först beskrevs av Cázares & Trappe, och fick sitt nu gällande namn av Trappe, T. Lebel & Castellano 2002. Cystangium lymanensis ingår i släktet Cystangium och familjen kremlor och riskor.   Inga underarter finns listade i Catalogue of Life.